# Victor LaValle
Victor LaValle (New York, 3 febbraio 1972) è uno scrittore statunitense specializzato in narrativa fantasy e di fantascienza.

## Biografia
Nato nel 1972 a New York e cresciuto nei quartieri di Flushing e Rosedale, si è laureato in inglese alla Cornell University, specializzandosi in scrittura creativa alla Columbia University.
Dopo l'esordio nel 1999 con la raccolta di racconti Slapboxing with Jesus: Stories, ha pubblicato 5 romanzi e una graphic novel spaziando dal fantasy alla fantascienza, passando per l'horror.
Tra i numerosi riconoscimenti letterari ottenuti si segnalano un Premio World Fantasy e un Premio Locus entrambi ottenuti nel 2018 per Favola di New York.
Insegnante presso la Columbia University, vive e lavora con moglie e figli a Washington Heights.

## Opere principali

### Romanzi
- The Ecstatic (2002)
- Big Machine (2009)
- The Devil in Silver (2012)
- La ballata di Black Tom (The Ballad of Black Tom, 2016), Milano, Hypnos, 2017 traduzione di Laura Sestri ISBN 9788896952573.
- Favola di New York (The Changeling, 2017), Roma, Fazi, 2019 traduzione di Sabina Terziani ISBN 978-88-93253-27-7.

### Racconti
- Slapboxing with Jesus: Stories (1999)

### Fumetti
- Destroyer (2018)

## Premi e riconoscimenti
- PEN/Open Book: 1999 per Slapboxing with Jesus: Stories
- Premi Whiting: 2004 vincitore nella sezione "Narrativa"[7]
- Premio Shirley Jackson per il miglior romanzo: 2009 con Big machine
- Guggenheim Fellowship: 2010[8]
- American Book Awards: 2010 con Big machine e 2018 con Favola di New York[9]
- British Fantasy Award per il miglior romanzo breve: 2017 con La ballata di Black Tom
- Premio World Fantasy per il miglior romanzo: 2018 per Favola di New York
- Premio Locus per il miglior romanzo dell'orrore e dark fantasy: 2018 per Favola di New York